# Wanda Nara

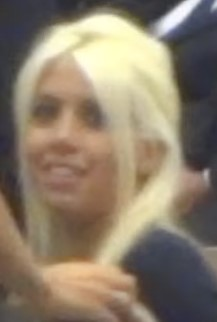
Wanda Nara

Wanda Nara (sinh ngày 09 tháng 12 năm 1986) là một nhân vật truyền thông người Argentina. Wanda Nara là vợ của tiền đạo Mauro Icardi, hiện đang chơi cho Paris Saint Germain. Hai người kết hôn với nhau năm 2014.

## Đời tư
Trong quá khứ, Wanda có những chuyện không hay với nhiều chi tiết đời tư bí mật của Wanda được Eva Anderson tiết lộ những chuyện xấu của Wanda như chơi bời trác táng thời chưa quen Maxi Lopez. Sau đó, họ kết hôn hồi cuối tháng 5 năm 2008 và đã có với nhau 3 người con: Valentino Gastón (sinh ngày 25 tháng 01 năm 2009), Constantino (sinh ngày 19 tháng 12 năm 2010) và Benedicto (sinh ngày 20 tháng 02 năm 2012).
Trước khi đến với Maxi López, siêu mẫu Argentina từng có thời gian cặp kè cùng Maradona. Ngoài ra, tên tuổi cô còn được biết đến nhờ những bức hình phơi bày thân thể cực kỳ nóng bỏng trên khắp các tạp chí thời trang danh tiếng.
Trong quá khứ đầy hào quang lấp lánh của một siêu mẫu ngực trần, Wanda Nara cũng để lại một vài vết gợn. Từng có đợt một đoạn clip quay cảnh giường chiếu của cô nàng và bạn trai cũ bị phát tán trên mạng. Song điều đó có vẻ chỉ khiến Wanda Nara thêm phần nổi tiếng.